# 北方人 (電影)
《北方人》（英語：The Northman）是一部2022年美國史詩歷史動作驚悚片，講述了年輕的維京王子為父親的謀殺展開復仇。電影由羅柏·艾格斯執導，並與松共同編劇。主演包括亞歷山大·史柯斯嘉、妮可·基嫚、安雅·泰勒-喬伊、碧玉、拉爾夫·尹愛森、伊森·霍克和威廉·達佛。
《北方人》由焦點影業定於2022年4月22日美國上映。本片獲得影評界優異的評價，其中主要稱讚電影的方向、製作價值、亞歷山大·史柯斯嘉和克萊斯·邦的演出，雖然票房失利，但後續在VOD和家庭媒體市場取得了商業上的成功。本片還獲得第47屆土星獎最佳驚悚片提名。

## 演員
- 亞歷山大·史柯斯嘉飾演阿姆雷特（英语：Amleth）
- 妮可·基嫚飾演古德倫女王（Queen Gudrun）
- 伊森·霍克飾演奧凡迪爾國王（英语：Aurvandill）
- 安雅·泰勒-喬伊飾演白樺林的奧爾嘉（Olga of the Birch Forest）
- 威廉·達佛飾演傻瓜海米爾（Heimir the Fool）
- 碧玉飾演斯拉夫女巫（The Slav Witch）
- 克萊斯·邦飾演無兄弟的菲約尼爾（Fjölnir the Brotherless）
- 莫瑞·麥克阿瑟（英语：Murray McArthur）飾演哈康（Hakon）
- 伊恩·傑瑞德·懷特（Ian Gerard Whyte）飾演托瓦爾德（Thórvaldr）
- 哈弗波·朱利爾斯·比昂森飾演托芬納爾（Thorfinnr）
- 凱特·迪基（英语：Kate Dickie）飾演皮克特人哈朵拉（Halldora the Pict）
- 拉爾夫·尹愛森飾演沃洛迪米爾船長（Captain Volodymyr）

## 製作
2019年10月，宣佈羅柏·艾格斯將執導一部史詩維京復仇傳奇片，並與松共同編劇，妮可·基嫚、亞歷山大·史柯斯嘉、安雅·泰勒-喬伊、比爾·史柯斯嘉和威廉·達佛為出演電影進行洽談。12月，全員確認出演電影，而克萊斯·邦加入演員陣容。2020年8月，碧玉和她的女兒伊莎多拉·比亞卡多蒂爾·巴尼（Ísadóra Bjarkardóttir Barney）、凱特·迪基和伊森·霍克加入演員陣容。9月，宣佈比爾·史柯斯嘉因行程衝突退出電影。

### 拍攝
主體拍攝原定於2020年3月開始進行，但受2019冠狀病毒病疫情影響而暫停製作。拍攝於2020年8月在北愛爾蘭正式展開，拍攝地點包括托爾海角（Torr Head）、安特里姆郡和巴利加利。9月，製作團隊於多尼哥郡的伊尼什爾文進行拍攝。拍攝於2020年12月初殺青。

## 發行
《北方人》最初由焦點影業定於2022年4月8日美國上映。美國上映日之後延期至2022年4月22日。

## 評價
《北方人》獲得媒體和影評家正面為主的評價，爛番茄根據369條評論（330條好評，39條差評），獲得89%新鮮度，平均分數7.7/10，觀眾好評度64%，平均分數3.5，網站影評家共識寫道：「《北方人》是一部血腥的復仇史詩和驚險的視覺奇觀，電影製作人羅柏·艾格斯在不犧牲任何標誌性風格的情况下擴大了他的範圍」。Metacritic根據60條專業評論，獲得加權平均分數82分（滿分100分），代表「普遍讚譽」。觀眾評價方面，CinemaScore調查顯示受訪觀眾在A+至F的評分區間給予本片「B」級平均分數，PostTrak的問卷報告顯示有75%受訪觀眾給予本片正面評價（平均分數3.5/5星），其中56%的觀眾願意推薦本片。
《Collider》的狄耶哥·彼涅達·帕切克（英語：Diego Pineda Pacheco）將本片列入「十部世界神話迷必看的電影」名冊。本片被爛番茄評為年度最佳電影第13名。

## 外部連結
- 互联网电影数据库（IMDb）上《北方人》的资料（英文）
- Box Office Mojo上《北方人》的資料（英文）
- 爛番茄上《北方人》的資料（英文）
- AllMovie上《北方人》的资料（英文）
- Metacritic上《北方人》的資料（英文）
- 时光网上《北方人》的資料（简体中文）
- 豆瓣电影上《北方人》的資料 （简体中文）